# Galera (carruaje)

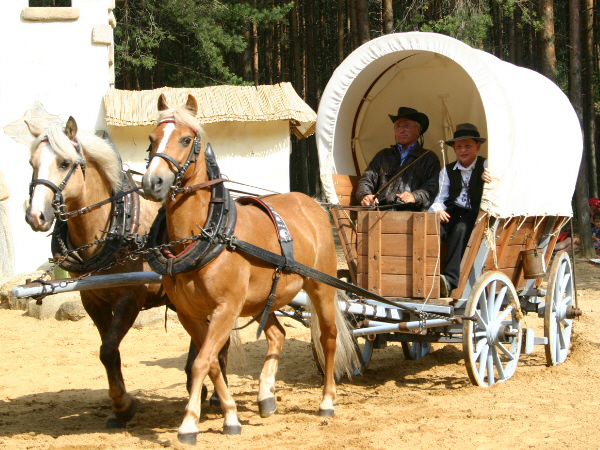
Galera.

La galera es un carro de tracción animal de gran tamaño, sin elásticos, suspendido en sopandas de cuero, con una puerta trasera y asientos como para seis u ocho personas.
Las palabras de un viajero británico puede ser la mejor forma de entender cómo era este tipo de carruaje:

El escudo de la localidad de La Galera (Cataluña) tiene una galera como símbolo.

La galera no es ni más ni menos que un enorme furgón, o mejor dicho, una pequeña casa colocada sobre cuatro ruedas, de una construcción tan sólida que parece tener desconfianza del tiempo. Solamente el bastidor era de madera; de los laterales colgaban esteras de esparto o paja y el fondo, en lugar de estar entablado, consistía en una red de cuerdas sobre la que se apilaba la carga. Los pasajeros eran acomodados como fardos hasta hallar la postura conveniente. Todo era tapado por una cubierta de hierro sujeta por aros de madera y cañas transversales, y las aberturas de atrás y delante eran cerradas a placer por medio de unas cortinas de esparto. Pueden llevar 6 u 8 personas.